# Ośrodek Sportu i Rekreacji w Grodzisku Mazowieckim
Ośrodek Sportu i Rekreacji w Grodzisku Mazowieckim (OSIR Grodzisk Mazowiecki) –  jednostka budżetowa zajmująca się krzewieniem kultury fizycznej, sportu i rekreacji w Grodzisku Mazowieckim.

## Obiekty sportowe[1]

### Pływalnia miejska "Wodnik 2000"
Wybudowana w roku 2000 pływalnia miejska przy ulicy Montwiłła, o powierzchni 1500 m². Obiekt dysponuje basenem sportowym o wymiarach  25,0 m x 12,5 m i maksymalnej głębokości 1,80 m, basenem rekreacyjnym o kształcie trójkąta, z pochylnią dla osób niepełnosprawnych i maksymalną głębokością 1,20 m, zjeżdżalnią wodną o długości 65 metrów, jacuzzi oraz sauną damską i męską wraz ze Strefą Relaksu, która posiada saunę suchą i mokrą. Na terenie obiektu znajduje się również kawiarnia z widokiem na hale basenową.

### Grodziska Hala Sportowa

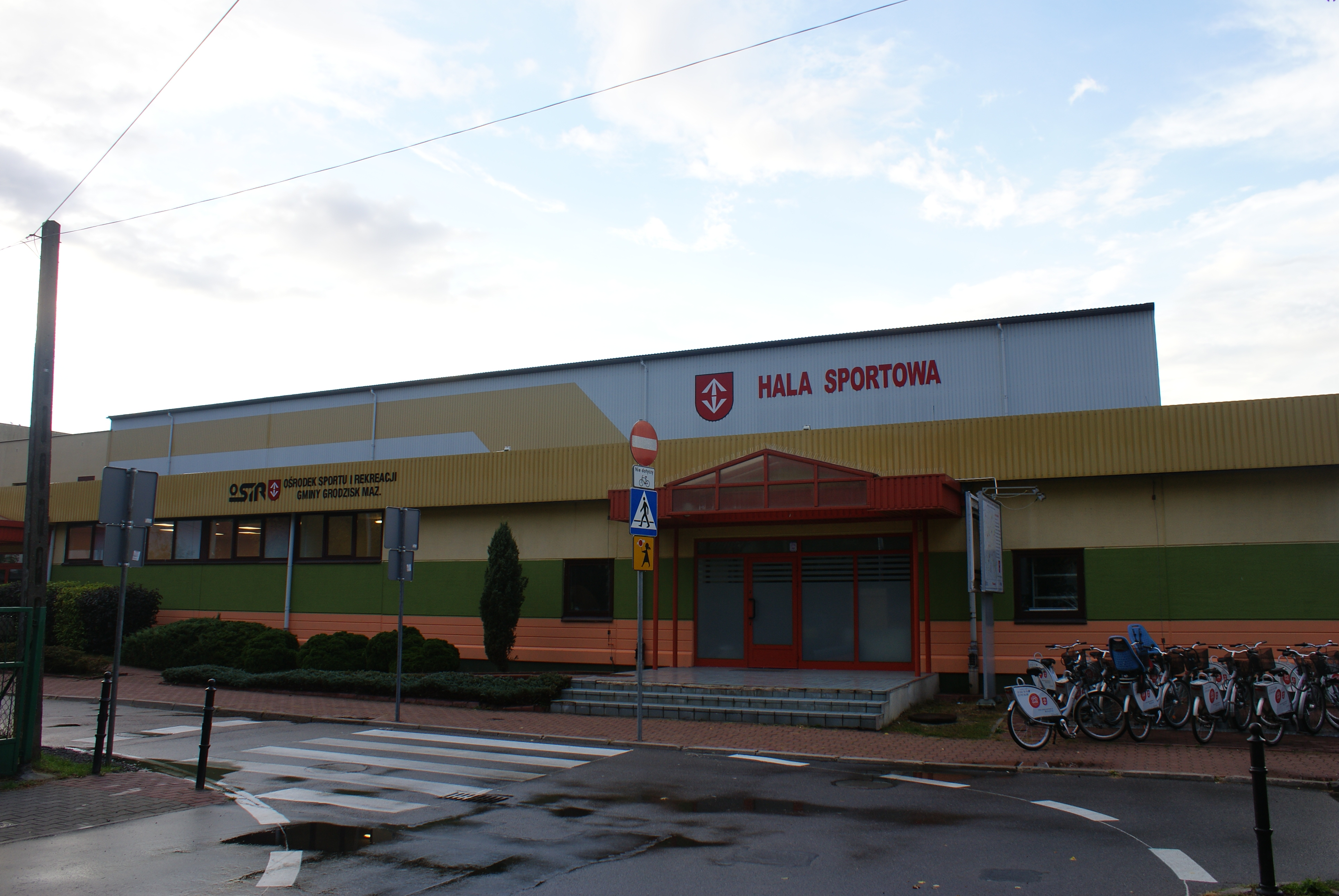
Grodziska Hala Sportowa (2022)

Obiekt sportowy znajdujący się przy ulicy Westfala 3A wybudowany w 1997 roku. Służy do organizowania imprez miejskich, dysponuje salą o powierzchni 1250 m² z widownią na 600 osób oraz mniejszą salą treningową o powierzchni 80 m². Na terenie obiektu odbywają się zajęcia: aerobiku, korektywy, tenisa stołowego, sportów walki, rozgrywają tutaj swoje mecze oraz trenują takie kluby jak: Bogoria Grodzisk Mazowiecki, UKS Sparta i klub koszykarski GKK Grodzisk Mazowiecki

### Stawy Walczewskiego

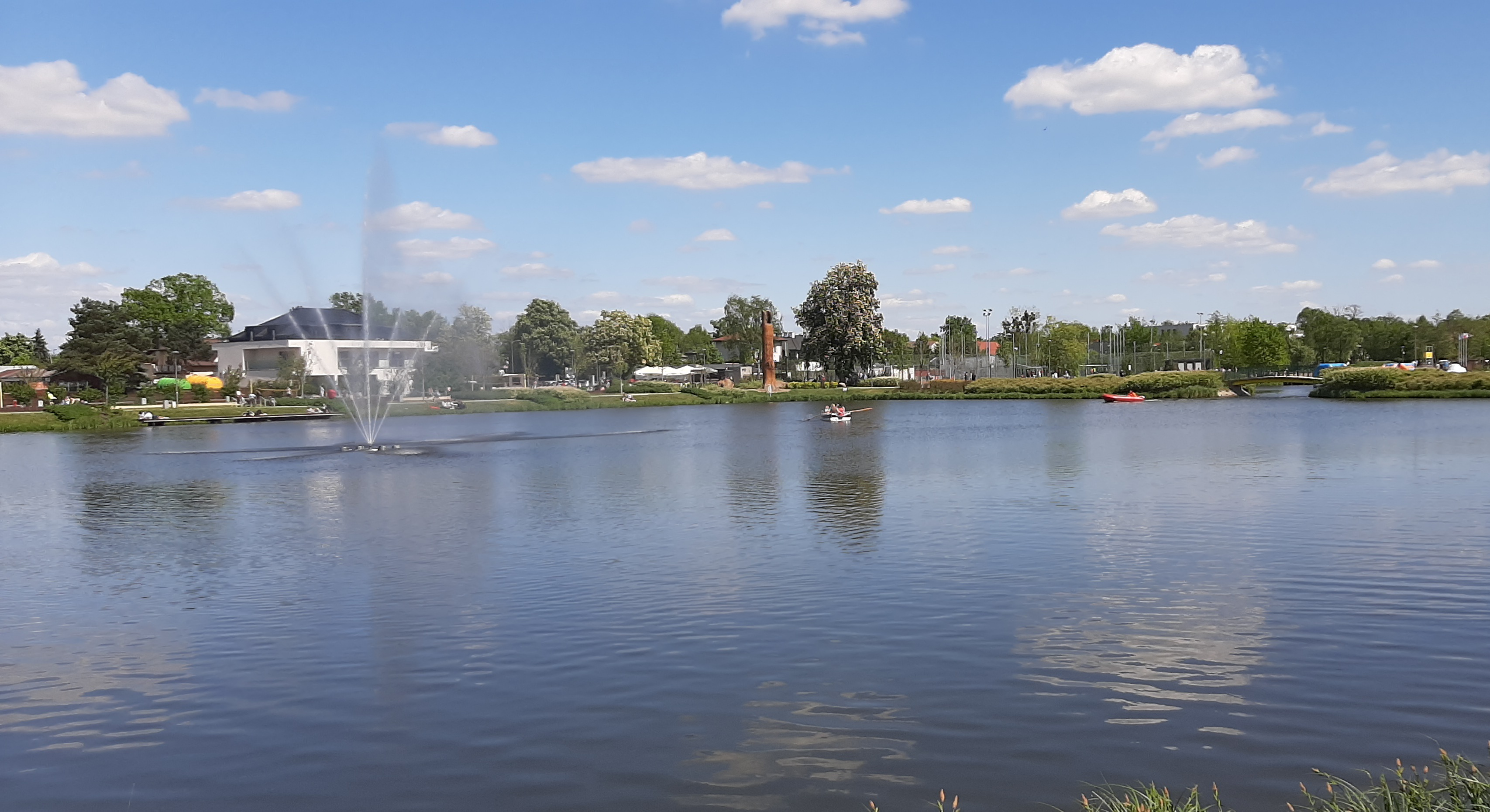
Stawy Walczewskiego w 2022 roku

Tereny rekreacyjne zrewitalizowane w 2017 roku, posiadają kąpielisko i wypożyczalnię sprzętu wodnego. Na terenie obiektu znajdują się również boiska "Orlik 2012", siłownia plenerowa,  park do street workoutu oraz plac zabaw.

### Pozostałe
- Stadion Miejski
- Kompleks boisk w Chlebni
- Kompleks boisk “Orlik 2012” przy Stawach Walczewskiego
- Skatepark
- Sala treningowa tenisa stołowego
- Strzelnica w Makówce
- Korty tenisowe